# Sinagoga de Sofía
La Sinagoga de Sofía (en búlgaro: Софийска синагога, Sofiyska sinagoga) es la sinagoga más grande en el sureste de Europa, una de las dos que funcionan en Bulgaria (junto con la de Plovdiv) y la tercera más grande de Europa.

## Historia
Construida para las necesidades de la comunidad judía principalmente sefardí en la capital búlgara Sofía, sobre la base de un proyecto creado por el arquitecto austriaco Friedrich Grünanger, que se asemeja al viejo y morisco Leopoldstädter Tempel en Viena. Fue inaugurada oficialmente el 9 de septiembre de 1909 en presencia del zar Fernando I de Bulgaria.
Los primeros preparativos para la construcción de la sinagoga datan del 1903, mientras que la construcción comenzó el 13 de noviembre de 1905. La construcción de una nueva y gran sinagoga formaba parte de los esfuerzos de reorganización de la comunidad judía en Bulgaria. Antes de la construcción de la nueva sinagoga, el solar en el centro de Sofía estaba ocupado por una sinagoga más antigua.
Desde el 8 de mayo de 1992, la Sinagoga de Sofía también alberga el Museo Judío de Historia, que incluye exposiciones de las comunidades judías en Bulgaria y el Holocausto y la salvación de los judíos del país. 

## Características
Uno de los mayores monumentos arquitectónicos de Sofía, la sinagoga, está localizada en el mismo centro de la ciudad, cerca del mercado central, y puede acoger a unos 1.300 devotos. El candelabro principal de la sinagoga pesa 1,7 toneladas y es el más grande de los Balcanes. Según la leyenda está realizado con oro de la antigua Judea
A pesar del tamaño del edificio, a los oficios solo suelen asistir entre 50 y 60 devotos debido a la peregrinación de la mayoría de los judíos búlgaros a Israel y a la secularización de la población judía local.
El estilo arquitectónico es básicamente neoárabe, con algunos elementos de la Secesión de Viena, en la fachada destaca la arquitectura veneciana. El edificio principal tiene un diámetro de 20 metros, una altura de 31 metros y su cúpula es octogonal. El interior está ricamente decorado, con columnas de mármol de Carrara y mosaicos venecianos multicolor, así como tallado en madera. El edificio en su totalidad tiene una superficie de 659 m².